# FC Ordino
Az FC Ordino (katalánul: Futbol Club Ordino) egy andorrai labdarúgócsapat, melynek székhelye Ordinoban található. Jelenleg az andorrai élvonalban szerepel. A klubot 2010-ben alapították.

## Sikerei
Andorrai másodosztály
- Aranyérmes (1): 2012–13

## Külső hivatkozások
- Hivatalos honlap
- Legutóbbi eredményei a soccerway.com-on (angolul)